# Lenguaje regular

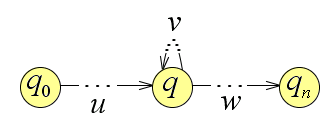
Lemas de bombeo, lenguaje regular.

En teoría de la computación y lingüística computacional, un lenguaje regular es un lenguaje formal que puede ser definido por una expresión regular, generado por una gramática regular, y reconocido por un autómata finito.
Los lenguajes regulares son los lenguajes formales más sencillos (tipo 3) en la Jerarquía de Chomsky.

## Definición formal
Un lenguaje regular sobre un alfabeto {\displaystyle \Sigma } dado se define recursivamente como:
- El lenguaje vacío {\displaystyle \varnothing } es un lenguaje regular
- El lenguaje cadena vacía {ε} es un lenguaje regular
- Para todo símbolo a ∈ {\displaystyle \Sigma } {a} es un lenguaje regular
- Si A y B son lenguajes regulares entonces A ∪ B (unión), A•B (concatenación) y A* (clausura o estrella de Kleene) son lenguajes regulares
- Si A es un lenguaje regular entonces (A) es el mismo lenguaje regular
- No existen más lenguajes regulares sobre {\displaystyle \Sigma }

Todo lenguaje formal finito constituye un lenguaje regular. Otros ejemplos típicos son todas las cadenas sobre el alfabeto {a, b} que contienen un número par de aes o el lenguaje que consiste en varias aes seguidas de varias bes.
Si un lenguaje no es regular requiere una máquina con al menos una complejidad de Ω(log log n) (donde n es el tamaño de la entrada). En la práctica la mayoría de los problemas no regulares son resueltos con una complejidad logarítmica.
Un lenguaje formal infinito puede ser regular o no regular. El lenguaje L = {an, n > 0} es regular porque puede ser representado, por ejemplo, mediante la expresión regular a+. El lenguaje L= {an bn, n > 0} es un lenguaje no regular dado que no es reconocido por ninguna de las formas de representación anteriormente enumeradas.

## Propiedades de cierre
Los lenguajes regulares son cerrados con las siguientes operaciones, de modo que si L y P son lenguajes regulares los siguientes lenguajes también serán regulares:
- El complemento {\displaystyle {\bar {''L''}}} de L
- La clausura o estrella de Kleene L* de L
- El homomorfismo φ(L) de L
- La concatenación L P de L y P
- La unión L ∪ P de L y P
- La intersección L ∩ P de L y P
- La diferencia L \ P de L y P
- El reverso LR de L

## Problemas de decisión
Dados dos autómatas finitos deterministas A y B, como consecuencia de las propiedades de clausura, los siguientes problemas son también decidibles para cualquier autómata finito determinista A y B, con LA y LB los lenguajes que son aceptados por los autómatas respectivamente:
- Pertenencia: ¿Pertenece LA a LB?
- Intersección vacía: ¿LA ∩ LB vacío?
- Lenguaje vacío. ¿Es LA vacío?
- Pertenencia. Dado w que pertenece a Σ*, ¿esta w en LA?

## Decidir cuándo un lenguaje es regular
Para situar los lenguajes regulares en la jerarquía de Chomsky hay que notar que todo lenguaje regular es también un lenguaje libre de contexto, aunque la afirmación contraria no es cierta, por ejemplo: el lenguaje que contiene el mismo número de 'a's y de 'b's es libre de contexto pero no regular. Para probar que un lenguaje de este tipo no es regular se usa el teorema de Myhill-Nerode, o el lema de bombeo por ejemplo.
Hay dos aproximaciones puramente algebraicas para definir lenguajes regulares. Si {\displaystyle \Sigma } es un alfabeto finito y {\displaystyle \Sigma }* es un monoide libre consistente en todas las cadenas sobre {\displaystyle \Sigma }, f: {\displaystyle \Sigma }* → M es un monoide simétrico donde M es un monoide finito y S es un subconjunto de M entonces el conjunto f-1(S) es regular. Todo lenguaje regular se presenta de esta manera.
Si L es un subconjunto de Σ*, se define la relación equivalente ~ en Σ* de la siguiente manera:
u ~ v significa
uw ∈ L si y solo si vw ∈ L para todo w ∈ Σ*
El lenguaje L es regular si y solo si el número de clases de equivalencia de ~ es finito; si este es el caso, este número es igual al número de estados del autómata determinista mínimo que reconocerá L.

## Lenguajes finitos
Un subconjunto especial de los lenguajes regulares es el de los lenguajes finitos, aquellos que solo contienen un número finito de palabras. Estos son lenguajes obviamente regulares y uno podría crear expresiones regulares que serían la unión de todas las palabras del lenguaje que definirían dicho lenguaje.